# غشكسة (نمة شير)
غشکسة (بالفارسية: گشکسه) هي مستوطنة تقع في إيران في قسم نمة شیر الريفي. يقدر عدد سكانها بـ 145 نسمة بحسب إحصاء 2016.